# The Real Ramona
The Real Ramona è il quarto album in studio del gruppo musicale statunitense Throwing Muses, pubblicato nel 1991.

## Descrizione
| Recensione     | Giudizio |
| -------------- | -------- |
| AllMusic       |          |
| Piero Scaruffi |          |

## Tracce
| 1.  | "Counting Backwards"           | 3:15 |
| 2.  | "Him Dancing"                  | 1:10 |
| 3.  | "Red Shoes"                    | 3:33 |
| 4.  | "Graffiti"                     | 2:37 |
| 5.  | "Golden Thing"                 | 2:25 |
| 6.  | "Ellen West"                   | 2:49 |
| 7.  | "Dylan"                        | 1:40 |
| 8.  | "Hook in Her Head"             | 6:32 |
| 9.  | "Not Too Soon" (Tanya Donelly) | 3:09 |
| 10. | "Honeychain" (Tanya Donelly)   | 4:24 |
| 11. | "Say Goodbye"                  | 3:54 |
| 12. | "Two Step" (Throwing Muses)    | 4:34 |

## Formazione
- Kristin Hersh: chitarra, voce
- Tanya Donelly: chitarra, voce
- Fred Abong: basso
- David Narcizo: batteria

## Classifiche
- Official Charts Company - Album del Regno Unito: 26[5]

## Pubblicazione e formati
| Formato       | Etichetta                  | Numero di catalogo                | Paese       | Anno |
| ------------- | -------------------------- | --------------------------------- | ----------- | ---- |
| CD            | 4AD                        | cad 1002 cd                       | Regno Unito | 1991 |
| LP            | 4AD                        | CAD 1002                          | Regno Unito | 1990 |
| CD            | Sire, Warner Bros. Records | 9 26489-2                         | USA         | 1991 |
| CD            | 4AD                        | COCY-7407                         | Giappone    | 1991 |
| CD            | Rough Trade, 4AD           | rtd 120.1203.2, none              | Germania    | 1991 |
| CD            | Sire, Warner Bros. Records | 9 26489-2                         | USA         | 1991 |
| CD            | 4AD                        | cad 1002 cd                       | Benelux     | 1991 |
| CD            | Virgin France S.A.         | 07777 881802 1                    | Francia     | 1991 |
| CD            | 4AD                        | 30835                             | Francia     | 1991 |
| CD            | Contempo Records           | Contedisc 164                     | Italia      | 1991 |
| CD            | Sire, Warner Bros. Records | W2 26489                          | USA         | 1991 |
| CD            | Sire, Warner Bros. Records | 9 26489-2, 9 26489-2-dj           | USA         | 1991 |
| Audiocassette | Sire, Sire                 | 9 26489-4, 4-26489                | USA         | 1991 |
| Audiocassette | 4AD                        | cad c 1002                        | Regno Unito | 1991 |
| Audiocassette | 4AD                        | 50835                             | Francia     | 1991 |
| Audiocassette | Sire                       | W4 26489                          | USA         | 1991 |
| Audiocassette | Sire                       | 4-26489                           | USA         | 1991 |
| LP            | 4AD                        | CAD 1002                          | Spain       | 1991 |
| LP            | Contempo Records           | conte 164                         | Italia      | 1991 |
| LP            | Rough Trade                | rtd 120.1203.1, rtd 120.1203.1 27 | Germania    | 1991 |
| LP            | Sire                       | 9 26489-1                         | USA         | 1991 |
| LP            | 4AD                        | cad 1002                          | Regno Unito | 1991 |
| LP            | Contempo Records           | CONTE-164                         | Italia      | 1991 |
| CD            | 4AD                        | COCY-78085                        | Giappone    | 1994 |